# Punt d'intercanvi d'Internet
Un punt d'intercanvi d'Internet o punt neutre (en anglès IXP, Internet Exchange Point) és una infraestructura física a través de la qual els proveïdors de serveis d'Internet (PSI o ISP, per les seves sigles en anglès) intercanvien el tràfic d'Internet entre les seves xarxes. Aquesta instal·lació redueix la porció del tràfic d'un PSI que ha de ser lliurat cap al seu proveïdor de connectivitat, la qual cosa redueix el cost de mitjana per bit del lliurament del seu servei. A més, l'augment del nombre de rutes "apreses" a través del punt d'intercanvi millora l'eficiència de l'enrutament i la tolerància a pèrdues.

## Propòsit
El propòsit principal d'un punt d'intercanvi és permetre que les xarxes s'interconnectin directament, a través de la infraestructura, en lloc de fer-ho a través d'una o més xarxes de tercers. Les avantatges de la interconnexió directa són nombroses, però les raons principals són el cost, la latència i l'ample de banda.
El tràfic que circula a través de la infraestructura no acostuma a ser facturat per qualsevol de les parts, a diferència del tràfic cap al proveïdor de connectivitat d'un PSI.
La interconnexió directa, sovint situada a la mateixa ciutat d'ambdues xarxes, evita la necessitat de que les dades viatgin a altres ciutats (potencialment cap a altres continents) per passar d'una xarxa a una altra, la qual cosa redueix la latència i el cost. El tercer avantatge, la velocitat, és més notable a les àrees que tenen poc desenvolupades les connexions de llarga distància. Els PSI en aquestes regions podrien haver de pagar entre 10 o 100 vegades més pel transport de dades que els PSI a Amèrica del Nord, Europa o Japó. Per tant, aquests PSI tenen normalment connexions més lentes i limitades cap a la resta de d'Internet. No obstant això, una connexió a un punt neutre local els pot permetre el transferir dades sense límit, i sense cost, millorant enormement l'ample de banda entre els clients dels dos PSI adjacents.
En mercats on hi ha molts PSI petits, que normalment accedeixen a tarifes altes de connexió, el volum agregat del IXP pot permetre accedir a preus molts menors.

## Evolució dels punts neutres

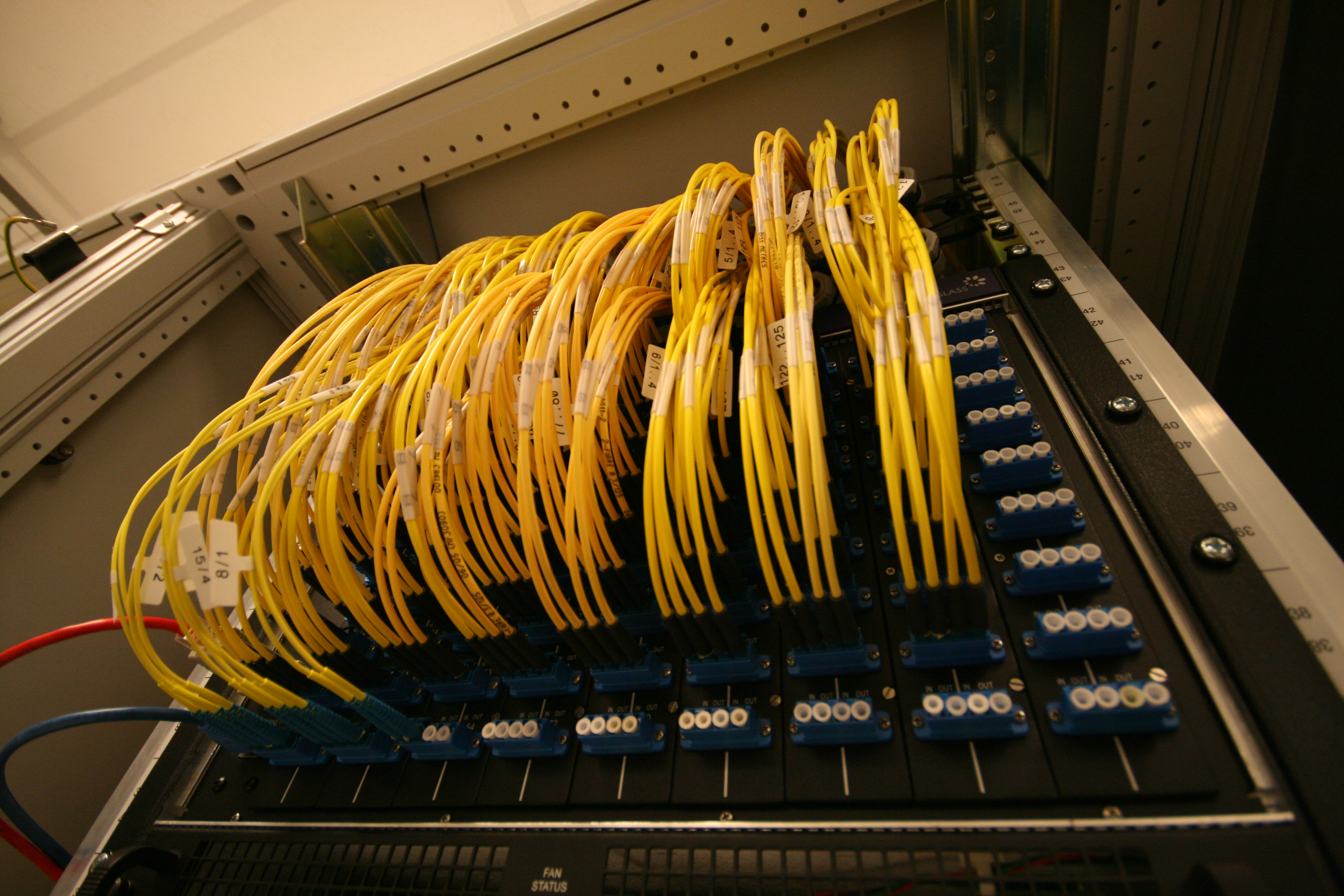
Commutador de fibra òptica en el punt d'intercanvi d'Ámsterdam.

Un Punt d'Intercanvi normalment consisteix en un o més commutadors de xarxa, als quals es connecten cadascun dels PSI participants. Abans de l'existència dels commutadors, els punts neutres normalment feien servir concentradors amb enllaços de fibra òptica entre repetidors (FOIRL) o anells FDDI, migrant cap als commutadors Ethernet i FDDI tan aviat aquests van estar disponibles en 1993 i 1994.
Els commutadors ATM van ser breument usats per uns pocs punts neutres a finals dels anys 90, arribant aproximadament el 4% del mercat al seu millor moment i va haver un intent fallit del punt neutre de Suècia, NetNod, per utilitzar SRP/DPT (tecnologia conjunta de FDDI i SONET), però ha prevalgut Ethernet, que representa més del 95 % dels commutadors en Internet. Totes les velocitats de port Ethernet es troben en els punts neutres actuals, que van des dels ports de 10 Mbit/s en ús en països petits, fins als ports de 10 Gbit/s en centres importants com els de Seül, Nova York, Londres, Frankfurt, Ámsterdam, i Pal Alt. Ports amb 100 Gbps estan disponibles, per exemple, en AMS-IX en Ámsterdam i en DE-CIX de Frankfurt.
La tècnica i la logística de negocis d'intercanvi de tràfic entre els PSI es regeix pels acords d'interconnexió mútua (peering). En virtut d'aquests acords, el tràfic sovint s'intercanvia sense compensació. Quan un punt neutre incorre en costos d'operació, en general aquests són compartits entre tots els seus participants.
En els intercanvis més cars, els participants paguen una quota mensual o anual, en general determinada per la velocitat del port o ports que estan usant, o menys comunament pel volum de tràfic efectuat a través de la infraestructura del punt neutre. Les quotes basades en el volum de tràfic no són populars perquè no ofereixen incentius al creixement del punt neutre. Alguns punts neutres cobren una tarifa de configuració per compensar les despeses de port del port del commutador i qualssevol adaptadors de mitjans (tals com a convertidors d'interfícies gigabit, XENPACK, transceptores endollables, transceptores XFP, etc.) que requereixin.
Una segona etapa dels punts d'intercanvi ocorre quan a causa de l'augment de tràfic, es fa més interessant per a altres proveïdors (de contingut com Akamai o Google) per connectar-se, reforçant les millores de costos, latència i volum intercanviat. Així mateix, es fan viables serveis locals que requereixen baixa latència com a xarxes privades virtuals, streaming i Veu sobre ip. En alguns casos, aquests llocs es fan interessants per a altres millores tals com la instal·lació de mirrors de servidors arrel, per exemple en ESPANIX o servidors de temps que ajudin a tots els PSI, com en el cas de KIXP.

## Organització
La forma d'operar dels IXP s'han adoptat diversos models institucionals. Poden classificar-se en quatre categories:
1. Associacions industrials de ISP sense finalitats de lucre
2. Companyies comercials i amb finalitats de lucre neutrals quant a l'operador
3. Universitats i organismes governamentals
4. Associacions informals de xarxes

## Intercanvi de tràfic en un punt neutre

L'intercanvi de tràfic d'Internet entre dos participants d'un IXP és facilitada per configuracions d'enrutament de Border Gateway Protocol (BGP) entre ells. Trien anunciar rutes a través de la relació d'interconnexió - ja sigui rutes a les seves pròpies adreces o rutes a adreces d'uns altres ISP als quals es connecten, possiblement a través d'altres mecanismes. L'altra part en el peering pugues llavors aplicar filtrat de rutes, on tria acceptar aquestes rutes, i enrutar el tràfic en conseqüència, o fer cas omís d'aquestes rutes, i utilitzar altres vies per arribar a aquestes adreces.
En molts casos, un ISP tindrà tant un enllaç directe a un altre ISP i acceptarà una ruta (normalment ignorada) a l'altre ISP a través del punt neutre; si l'enllaç directe falla, el tràfic començarà a fluir a través del punt neutre. D'aquesta manera, el punt neutre actua com un enllaç de respatller.
Quan es compleixen aquestes condicions, i existeix una estructura contractual per crear un mercat per a la compra dels serveis de xarxa, el IXP de vegades es diu una central de trànsit. El Vancouver Transit Exchange, per exemple, es descriu com un "centre comercial" dels proveïdors de serveis en una ubicació central, per la qual cosa és fàcil canviar de proveïdor - "tan simple com aconseguir un VLAN a un nou proveïdor." El VTE és dirigit per BCNET, una entitat pública.
Els defensors dels plans de banda ampla verdes i serveis de telecomunicacions més competitius sovint advoquen per una agressiva expansió dels punts de trànsit en totes les àrees municipals perquè els proveïdors de serveis que competeixen puguin col·locar equips com a serveis per a Vídeo sota demanda i centrals RTC per servir equipament telefònic existent, sense haver de dependre d'un operador incumbent monopòlic.

## Punts Neutres a Espanya
Actualment a Espanya existeixen els punts neutres de:
- Catnix, amb 4 punts de connexió a Barcelona (2), l'Hostpitalet i Sant Adrià[6]
- DE-CIX, amb punts de connexió a Barcelona,[7] Madrid i Lisboa[8]
- ESpanix[9] amb un recent punt de connexió a Barcelona[10]
- Euskonix (no operatiu des del 13 de març de 2015)[11]

Espanix el més important quant a quantitat de tràfic a Espanya[cita , i un dels més alts d'Europa, passant dels 380 Gb per segon. En tant, DE-CIX ocupa el segon lloc a Espanya.